# 烏山城カントリークラブ
烏山城カントリークラブ（からすやまじょうカントリークラブ）は、栃木県那須烏山市にあるゴルフ場である。

## 概要
1970年（昭和45年）8月、新たなゴルフ場の建設に向けて「株式会社日本スポーツ協会」が設立され、1972年（昭和47年）「烏山城カントリークラブ」が田村三作によって創業された。田村は、神奈川県横浜市を拠点として貸しビル業中心の企業経営者である。
1973年（昭和48年）10月23日、ゴルフコース設計家・井上誠一の設計により、18ホールのゴルフ場が完成し、仮オープンされた。翌1974年（昭和49年）、9ホールを増設し27ホールのゴルフ場が完成した。クラブ運営は、会員中心の伝統的な運営が基本方針である。1989年（平成元年）、新クラブハウスが完成した。
しかし、不況の長期化や同業者間の過当競争から、余裕のない運営を余儀なくされた。2002年（平成14年）5月29日、「株式会社烏山城カントリークラブ」は、横浜地裁へ民事再生手続き開始を申請、同日に保全命令を受けた。2004年（平成16年）3月、貸しビル業を営む「株式会社加山」によって経営されている。
コースは、曲線で描かれて女性的な印象を受けるが、実際にラウンドしてみると男性的なタフなコースである。距離が7,000ヤード以上と長く、フェアウェイはアップダウンがあり、グリーンは砲台であるためセカンドショットの精度が求められる。また1グリーンに改造したことや、日本プロゴルフ選手権大会の開催に向けて実施された改造により難易度がさらに上がったと言われている。施設面では、温泉施設や宿泊施設も整っている。
また、日本のプロゴルフメジャー大会の日本プロゴルフ協会主催競技でもあり、日本選手権大会に相当する、「日本女子オープンゴルフ選手権競技大会」（1975年、2016年開催）、「日本女子プロゴルフ選手権大会」 (1985年開催)、「日本プロゴルフ選手権大会」（1989年、2012年開催）などのメジャートーナメントが開催された。そして2021年（令和3年）9月30日-10月4日、「第54回日本女子オープンゴルフ選手権大会」が二の丸・三の丸コースに於いて開催中である。

## 所在地
〒321-0602 栃木県那須烏山市大桶2401番地

## コース情報
- 開場日 - 1973年10月23日
- 設計者 - 井上 誠一
- 面積 - 1,500,000m2（約45.3万坪）
- コースタイプ - 丘陵コース
- コース - 27ホールズ、パー108、10,776ヤード、コースレート、本丸・二の丸コース73.9、二の丸・三の丸コース74.2、三の丸・本丸コース74.5
- フェアウェー - 広葉コウライ、2方向カット
- ラフ - ノシバ
- グリーン - 1グリーン、ベント（ペンクロス）
- ハザード - バンカー119、池が絡むホール10
- ラウンドスタイル - キャディ・セルフ選択可、乗用カートによるセルフ・キャディ付選択制、乗用カート(5人乗り)　、乗用カート(2人乗り)、自走式
- 練習場 - 40打席250ヤード
- 休場日 - 無休（不定休）[4][5]

## ギャラリー
- クラブハウス（エントランス側）2021年10月撮影
- 同左、2021年10月撮影
- クラブハウス（コース側）2021年10月撮影
- 同左、2021年10月撮影

- コース - [6]
- ハウス - [7]

## 交通アクセス
鉄道
- 烏山線（JR東日本） - 烏山駅より タクシー利用約10分[8]

道路
- 東北自動車道 - 矢板ICより 26Km
- 常磐自動車道 - 那珂ICより 37Km[8]

## メジャー選手権
- 1975年（昭和50年） - 第8回 日本女子オープンゴルフ選手権競技大会[9]
- 1985年（昭和60年） - 第18回 日本女子プロゴルフ選手権大会[10]
- 1989年（平成元年） - 第57回 日本プロゴルフ選手権大会[11]
- 2012年（平成元年） - 第80回 日本プロゴルフ選手権大会[12]
- 2016年（平成28年） - 第49回 日本女子オープンゴルフ選手権競技大会[13]
- 2021年（令和3年） - 第54回 日本女子オープンゴルフ選手権競技大会[14]

## エピソード
- 烏山城カントリークラブの「烏山城」名は1418年（応永25年）、沢村五郎資重が八高山に造った"烏山城"が由来となっている[15]。コース名の本丸コース・二の丸コース・三の丸コースは城にちなんでいる[3]。

## 関連文献
- 『ゴルフ場ガイド 版』、2006-2007、「烏山城カントリークラブ」、東京 ゴルフダイジェスト社、2006年5月、2021年8月12日閲覧